# Shashi, Jingzhou
Shashi, tidigare romaniserat Shasi, är ett stadsdistrikt i Jingzhous stad på prefekturnivå i Hubei-provinsen i centrala Kina. Det ligger omkring 180 kilometer väster om provinshuvudstaden Wuhan.

## Historia
Orten öppnades som fördragshamn 1895 enligt Shimonosekifördraget med Japanska imperiet.
Under första hälften av 1900-talet hade Svenska Missionskyrkan en missionsstation i Shashi.